# Punt isoelèctric
El punt isoelèctric (pI) és el pH en el qual una molècula té càrrega elèctrica neutra. És una característica molt important per separar una biomolècula (com aminoàcids, pèptids i àcid nucleic) en una dissolució aquosa fent que passi de manera diferenciada a un líquid orgànic, només en aquell pH en concret en què es pot dissoldre. Aquest procés bioquímic s'anomena extracció líquid-líquid.